# FK Zeta
A Zeta montenegrói labdarúgócsapat, székhelye Golubovci városában található. A montenegrói labdarúgó-bajnokságok 2006-os indulása óta az élvonalban szerepel.

## Névváltozások
- 1927–1945: Danica
- 1945–1955: Napredak Golubovci

1955 óta jelenlegi nevén szerepel.

## Története
A klubot 1927-ben FK Danica néven alapították, majd a második világháborút követően Napredak névre keresztelkedett. 1946-tól 1962-ig a titográdi körzeti labdarúgó-bajnokságban szerepelt. A Zeta 1962-ben jutott fel a montenegrói tartományi labdarúgó-bajnokságba, ahol egészen 1996-ig szerepelt. 
Az 1996-os év több szempontból is fontos a klub történetében:  egyrészt ebben az évben jutott fel először a jugoszláv másodosztályba, másrészt pedig ebben az évben karolta fel a csapatot Rajo Božović, egy montenegrói üzletember, aki a Zeta anyagi háttérnek biztosításával előbb a jugoszláv élvonalba, majd a legjobb montenegrói csapatok közé vezette a csapatot.
A Zeta 2000-ben jutott fel a szerb és montenegrói csapatok számára rendezett jugoszláv élvonalba, ahol a 2004–05-ös idényben a belgrádi „óriások”, a Partizan és a Crvena zvezda mögött a harmadik helyen végzett. A siker az európai kupák porondjára vezette, és a bosznia-hercegovinai NK Široki Brijeg elleni kettős vereséggel mutatkozott be az UEFA-kupában.
A klubsikert követően az utánpótlás-nevelésre egyre nagyobb hangsúlyt fektető golubovci alakulat ontotta a tehetséges fiatal játékosokat. Milos Marić a patinás görög csapathoz, az Olimbiakószhoz, Bojan és Nenad Brnović, valamint Branimir Petrović a Partizanhoz, míg Milanko Rašković és Nikola Trajković a Crvena zvezdához igazoltak.
Montenegró függetlenségét követően a Zeta megnyerte az első alkalommal kiírt nemzeti labdarúgó-bajnokság élvonalbeli pontvadászatát, majd a legrangosabb európai kupában, a Bajnokok Ligájában is egy körrel tovább tudott lépni, és csak a jóval nevesebb skót Rangers volt képes megállítani. A következő idényben egy ezüstéremmel gyarapította éremkollekcióját, majd leszorult a dobogóról.

## Sikerei
Montenegró
- Montenegrói bajnokság (1. CFL)

Bajnok: 1 alkalommal (2007)
Ezüstérmes: 1 alkalommal (2008)
Szerbia és Montenegró
- Szerbia és Montenegró-i bajnokság

Bronzérmes: 1 alkalommal (2005)

## Eredményei

### Montenegrói labdarúgó-bajnokságban
| Szezon    | Oszt. | Hely | J  | Gy | D | V  | Rg | Kg | P  | Montenegrói kupa | Európai kupák | Európai kupák | Megj.        |
| --------- | ----- | ---- | -- | -- | - | -- | -- | -- | -- | ---------------- | ------------- | ------------- | ------------ |
| 2006–2007 | I.    | 1.   | 33 | 25 | 4 | 4  | 65 | 18 | 78 | elődöntős        | IK            | 2. f.         | Bajnokcsapat |
| 2007–2008 | I.    | 2.   | 33 | 19 | 9 | 5  | 56 | 28 | 66 | negyeddöntős     | UK            | 2. sk.        |              |
| 2008–2009 | I.    | 5.   | 33 | 13 | 7 | 13 | 36 | 42 | 46 | 1/16             | UK            | 1. sk.        |              |

### Európaikupa-szereplés

#### Összesítve
| Kupa            | M  | GY | D | V | LG–KG |
| --------------- | -- | -- | - | - | ----- |
| Bajnokok Ligája | 4  | 1  | 0 | 3 | 5–7   |
| UEFA-kupa       | 4  | 0  | 1 | 3 | 3–7   |
| Intertotó-kupa  | 2  | 0  | 0 | 2 | 0–5   |
| Összesítve      | 10 | 1  | 1 | 8 | 8–19  |

#### Szezonális bontásban
| Idény     | Kupa            | Forduló         | Klub                 | 1. mérk. | 2. mérk. |
| --------- | --------------- | --------------- | -------------------- | -------- | -------- |
| 2005–2006 | UEFA-kupa       | 2. selejtezőkör | NK Široki Brijeg     | 0–1      | 2–4      |
| 2006      | Intertotó-kupa  | 2. forduló      | NK Maribor           | 0–3      | 0–2      |
| 2007–2008 | Bajnokok Ligája | 1. selejtezőkör | FBK Kaunas           | 3–1      | 2–3      |
| 2007–2008 | Bajnokok Ligája | 2. selejtezőkör | Rangers              | 0–2      | 0–1      |
| 2008–2009 | UEFA-kupa       | 2. selejtezőkör | Interblock Ljubljana | 1–1      | 0–1      |

Megjegyzés: Csak az Európai Labdarúgó-szövetség (UEFA) által szervezett európai kupák eredményeit tartalmazza. Az eredmények minden esetben a Zeta szemszögéből értendőek, a félkövéren jelölt mérkőzéseket pályaválasztóként játszotta.

## Külső hivatkozások
- Hivatalos honlap (szerbül) (jelenleg nem működik)
- Adatlapja az uefa.com-on (angolul)
- Adatlapja Archiválva 2007. július 11-i dátummal a Wayback Machine-ben a foot.dk-n (angolul)
- Adatlapja Archiválva 2012. február 14-i dátummal a Wayback Machine-ben a weltfussballarchiv.com-on (angolul)
- Legutóbbi eredményei a soccerway.com-on (angolul)